# 中平奈緒
中平 奈緒（なかひら なお、2003年〈平成15年〉1月31日 - ）は、日本の女優。
高知県出身。

## 人物
- 生まれた時間は 17:13 とのこと
- 幼少期からサメをこよなく愛することから、ファンのことを「さめちゃんず」と呼んでいる

## 出演

### 舞台
- 月の終わりと始まりはシアター#9 月を跨ぐ (2024年2月24日)[1]
- 月の終わりと始まりはシアター#10 2月の門限 (2024年3月1日 - 4日)[1]
- 月の終わりと始まりはシアター#10 月を跨ぐ (2024年3月23日)[1]
- パルプストーリー vol.1 (2024年5月23日)[2]
- パルプストーリー vol.2 (2024年6月6日)[3]
- パルプストーリー vol.3 (2024年6月27日)[4]
- 月の終わりと始まりはシアター#13 7月の合縁 (2024年7月12日 - 15日)[1]
- パルプストーリー vol.5 (2024年7月31日)[5]
- 月の終わりと始まりはシアター#13 月を跨ぐ (2024年8月10日)[1]
- パルプストーリー vol.6 (2024年9月4日)[6]
- KAIGYAC STAGE 【邂逅3部作】episode3.「9月の滂沱」(2024年9月18日 - 22日)[1]
- パルプストーリー vol.7 (2024年10月2日)[7]
- パルプストーリー vol.8 (2024年10月16日)[8]
- パルプストーリー vol.9 (2024年11月6日)[9]
- パルプストーリー vol.10 (2024年11月20日)[10]
- パルプストーリー vol.11 (2025年1月22日)[11]
- パルプストーリー vol.12 (2025年2月12日)[12]
- 『未だ緋の眼を浴びぬアタシたちは、仄暗い楽屋の底から、中指立てて、泡沫の夢を見る。』 (2025年4月18日 - 19日)[13]

### ミュージックビデオ
- .SABO10 / ありがとう[14]